# Целогина
Целогина (лат. Coelogyne; от др.-греч. κοῖλος, koilos — полый и γυνή, gyne — женщина) — род растений семейства Орхидные (Orchidaceae), распространённый в тропиках и субтропиках Восточной, Южной и Юго-Восточной Азии, и Океании.

## Ботаническое описание
Эпифитные травы. Корневище ползучее или повислое. Псевдобульбы от яйцевидных до цилиндрических, обычно покрыты кожистыми влагалищами, с 1—2 листьями сверху. Листья от продолговатых до эллиптических
Соцветие прямое или повислое; прицветники опадающие. Цветки раскрываются последовательно или одновременно. Чашелистики одинаковые, часто вогнутые. Лепестки обычно линейные, значительно уже чашелистиков; губа часто вогнутая в основании. Колонка довольно длинная, крылатая; поллиниев 2 пары; рыльце полое (отсюда название рода). Плод — ребристая или узкокрылатая коробочка.

## Таксономия
Coelogyne Lindl., Coll. Bot. sub. t. 33 (1821).

### Синонимы
- Acanthoglossum Blume (1825)
- Acoridium Nees & Meyen (1843)
- Androgyne Griff. (1851)
- Basigyne J.J.Sm. (1917)
- Bracisepalum J.J.Sm. (1933)
- Broughtonia Wall. ex Lindl. (1830)
- Bulleyia Schltr. (1912) — Буллея
- Camelostalix Pfitzer (1907)
- Chelonanthera Blume (1825)
- Chelonistele Pfitzer (1907)
- Crinonia Blume (1825)
- Dendrochilum Blume (1825) — Дендрохил, или Дендрохилюм
- Dickasonia L.O.Williams (1941)
- Entomophobia de Vogel (1984)
- Geesinkorchis de Vogel (1984)
- Gynoglottis J.J.Sm. (1904)
- Hologyne Pfitzer (1907)
- Ischnogyne Schltr. (1913) — Ишногина
- Kalimpongia Pradhan (1977)
- Nabaluia Ames (1920)
- Neogyna Rchb.f. (1852) — Неогина
- Otochilus Lindl. (1830) — Отохил
- Panisea (Lindl.) Lindl. (1854) — Панисея
- Pholidota Lindl. (1825) — Фолидота
- Platyclinis Benth. (1881)
- Pseudacoridium Ames (1922)
- Ptilocnema D.Don (1825)
- Ptychogyne Pfitzer (1907)
- Sigmatochilus Rolfe (1914)
- Sigmatogyne Pfitzer (1907)
- Tetrapeltis Wall. ex Lindl. (1833)
- Zetagyne Ridl. (1921)

### Виды
Род включает около 200 видов, некоторые из них:
- Coelogyne articulata (Lindl.) Rchb.f. — Целогина членистая
- Coelogyne bulleyia R.Rice
- Coelogyne cantonensis (Rolfe) R.Rice — Целогина кантонская
- Coelogyne cavaleriei (Schltr.) M.W.Chase & Schuit. — Целогина Кавалье
- Coelogyne chinensis (Lindl.) Rchb.f. — Целогина китайская
- Coelogyne cobbiana (Rchb.f.) M.W.Chase & Schuit. — Целогина Кобба
- Coelogyne cristata Lindl. typus[1] — Целогина гребенчатая
- Coelogyne fimbriata Lindl. — Целогина бахромчатая
- Coelogyne flaccida Lindl. — Целогина повислая, или Целогина поникшая
- Coelogyne gardneriana Lindl. — Целогина Гарднера
- Coelogyne glumacea (Lindl.) M.W.Chase & Schuit. — Целогина плёнчатая
- Coelogyne huettneriana Rchb.f. — Целогина Хюттнера
- Coelogyne imbricata (Hook.) Rchb.f. — Целогина черепитчатая
- Coelogyne kouytcheensis (Gagnep.) M.W.Chase & Schuit.
- Coelogyne lagarophylla M.W.Chase & Schuit.
- Coelogyne latifolia (Lindl.) M.W.Chase & Schuit. — Целогина широколистная
- Coelogyne lawrenceana Rolfe
- Coelogyne mandarinorum Kraenzl. — Целогина мандаринская
- Coelogyne mayeriana Rchb.f. — Целогина Майера
- Coelogyne nitida (Wall. ex D.Don) Lindl.
- Coelogyne ovalis Lindl. — Целогина овальная
- Coelogyne porrecta (Lindl.) Rchb.f.
- Coelogyne prolifera Lindl.
- Coelogyne rubra (Lindl.) Rchb.f. — Целогина красная
- Coelogyne speciosa (Blume) Lindl. — Целогина красивая
- Coelogyne stricta (D.Don) Schltr.
- Coelogyne tomentosa Lindl.
- Coelogyne uncata (Rchb.f.) M.W.Chase & Schuit.
- Coelogyne ventricosa (Blume) Rchb.f. — Целогина вздутая